# Scoot Henderson
Sterling Henderson, detto Scoot (Marietta, 3 febbraio 2004), è un cestista statunitense, professionista nella NBA con i Portland Trail Blazers.

## Carriera
Il 21 maggio 2021, Henderson firmò con i NBA G League Ignite, squadra creata per lo sviluppo dei giovani prospetti liceali affiliata alla NBA G-league. Registrò 31 punti, sei rimbalzi, cinque assist e tre palle rubate nella sua seconda partita da professionista contro i Santa Cruz Warriors.
Il 4 ottobre 2022, Henderson chiuse con 28 punti e nove assist in una vittoria contro i Metropolitans 92 di Victor Wembanyama.
Il 22 giugno 2023, al Draft NBA 2023 viene selezionato come 3° scelta assoluta dai Portland Trail Blazers, diventando la scelta più alta di Portland dai tempi di Greg Oden.

## Statistiche

### NBA

#### Regular Season
| Anno      | Squadra             | PG  | PT | MP   | TC%  | 3P%  | TL%  | RP  | AP  | PRP | SP  | PP   |
| --------- | ------------------- | --- | -- | ---- | ---- | ---- | ---- | --- | --- | --- | --- | ---- |
| 2023-2024 | Portland T. Blazers | 62  | 32 | 28,5 | 38,5 | 32,5 | 81,9 | 3,1 | 5,4 | 0,8 | 0,2 | 14,0 |
| 2024-2025 | Portland T. Blazers | 66  | 10 | 26,7 | 41,9 | 35,4 | 76,7 | 3,0 | 5,1 | 1,0 | 0,2 | 12,7 |
| Carriera  | Carriera            | 128 | 42 | 27,5 | 40,1 | 34,0 | 79,3 | 3,1 | 5,2 | 0,9 | 0,2 | 13,3 |

### G League
| Anno      | Squadra         | PG | PT | MP   | TC%  | 3P%  | TL%  | RP  | AP  | PRP | SP  | PP   |
| --------- | --------------- | -- | -- | ---- | ---- | ---- | ---- | --- | --- | --- | --- | ---- |
| 2021-2022 | G League Ignite | 11 | 0  | 24,4 | 43,6 | 17,4 | 77,8 | 5,0 | 3,6 | 1,7 | 0,1 | 14,0 |
| 2022-2023 | G League Ignite | 25 | 24 | 30,2 | 44,4 | 32,4 | 75,0 | 5,1 | 6,6 | 1,2 | 0,5 | 17,6 |
| Carriera  | Carriera        | 36 | 24 | 28,4 | 44,2 | 28,6 | 75,9 | 5,1 | 5,7 | 1,4 | 0,4 | 16,5 |